# Plesioneuron royenii
Plesioneuron royenii är en kärrbräkenväxtart som beskrevs av Holtt. Plesioneuron royenii ingår i släktet Plesioneuron och familjen Thelypteridaceae. Inga underarter finns listade.